# Lucas Rodríguez
Lucas Rodríguez, né le 27 avril 1997 à Buenos Aires en Argentine, est un footballeur argentin qui évolue au poste d'ailier gauche au Querétaro FC.

## Biographie

### Estudiantes
Lucas Rodríguez est formé à l'Estudiantes en Argentine. Il commence sa carrière professionnelle le 11 juillet 2015, lors d'un match de championnat face au CA San Martín (match nul 0-0).

### D.C. United
Le 31 décembre 2018, Lucas Rodriguez s'engage pour un an en prêt à D.C. United. Le 4 mars 2019, il fait ses débuts en Major League Soccer contre Atlanta United. Titulaire lors de cette rencontre, il délivre une passe décisive à Luciano Acosta sur le deuxième but de son équipe, qui remporte le match (2-0). Le 17 mars suivant, il inscrit son premier but pour la franchise de Washington contre le Real Salt Lake, lors d'une rencontre où son équipe s'impose largement sur le score de 5-0.
D.C. United souhaite le recruter de manière permanente mais le club ne parvient pas à se mettre d'accord avec l'Estudiantes pour le garder.

### Club Tijuana
Le 20 juin 2021, Lucas Rodríguez rejoint le Mexique pour s'engager en faveur du Club Tijuana.
Il marque son premier but pour le Club Tijuana le 14 août 2021, lors d'une rencontre de championnat face au FC Juárez. Titularisé, il ouvre le score mais les deux équipes se neutralisent (1-1 score final).

### En équipe nationale
Avec les moins de 20 ans, il participe au championnat sud-américain des moins de 20 ans en 2017. Lors de cette compétition, il joue sept matchs, inscrivant un but contre la Bolivie. L'Argentine se classe quatrième du tournoi.
Il dispute ensuite la Coupe du monde des moins de 20 ans 2017 organisée en Corée du Sud. Lors du mondial junior, il joue trois matchs. L'Argentine n'enregistre qu'une seule victoire, contre la Guinée.